# Laura Põldvere
Laura Põldvere (Tartu, 30 augustus 1988) is een Estisch zangeres.

## Biografie
Põldvere startte haar muzikale carrière in 2005, door deel te nemen aan Eurolaul, de Estische preselectie voor het Eurovisiesongfestival. Solo eindigde ze als tweede, maar met de meidengroep Suntribe won ze de voorronde, waardoor ze Estland mocht vertegenwoordigen op het Eurovisiesongfestival 2005 in de Oekraïense hoofdstad Kiev. Daar eindigde Estland als twintigste in de halve finale. Twee jaar later waagde ze opnieuw haar kans in de Estische preselectie en eindigde ze als derde. In 2009 probeerde ze het nogmaals en eindigde ze weer als derde. Daarna was het wachten tot 2016 vooraleer ze wederom haar kans waagde. Ze eindigde opnieuw op het podium, net na winnaar Jüri Pootsmann. Een jaar later was het dan raak. In een duet met Koit Toome won ze Eesti Laul, waardoor ze haar vaderland voor een tweede maal mocht vertegenwoordigen op het Eurovisiesongfestival, dat net als twaalf jaar eerder plaatsvond in Kiev. Het duo kon er geen finaleplaats bemachtigen. In 2020 nam de zangeres opnieuw deel aan de Estische voorronde, en in 2021 zelfs in die van Finland. In beide gevallen evenwel zonder veel succes. In 2024 deed ze opnieuw mee aan de Estische voorronde van het Eurovisiesongfestival, ditmaal eindigde ze in de halve finale.